# Brian Bulgaç
Brian Bulgaç (Ámsterdam, 7 de abril de 1988) es un ciclista neerlandés.

## Biografía

### Inicios en Duatlón
Nacido en Ámsterdam, Bulgaç empezó su carrera en el duatlón y tomó parte de varias carreras en campeonatos mundiales júnior de Europa, terminando tres veces en el top 20. Él tenía un gran futuro en este deporte, pero una lesión en el tendón de Aquiles hizo que sus terapias de recuperación fueran montando bicicleta, su interés en este deporte fue creciendo y después de su recuperación decidió enfocarse en el ciclismo.

### 2010: debut como profesional en el Rabobank Continental
Con un segundo lugar en la etapa dos y un tercer lugar en la general en el Vuelta a Lieja 2009, con esta actuación Bulgaç se ganó un lugar en el Rabobank Continental para la temporada 2010.
Sus actuaciones para el Rabobank no fueron demasiados convincentes para que permaneciera en el equipo para 2011, con un quinto lugar en el prólogo de la Jadranska Magistrala y un noveno lugar en la Ronde van Midden-Nederland como sus mejores resultados.

### 2011: amateur en el filial del Omega Pharma-Lotto
El Omega Pharma-Lotto le ofreció una oportunidad para que disputara algunas carreras pequeñas en su equipo de desarrollo, se quedó con la clasificación general del Tríptico de las Ardenas de una carrera que ha visto ganar a Ivan Basso, Paolo Tiralongo y Philippe Gilbert. Terminando el año ganó la Vuelta a Lieja. Con la ayuda de Kurt Van De Wouwer firmó contrato con el Lotto-Belisol.

### 2012-2013: Lotto-Belisol
Hizo su debut en el giro de Italia 2012 en donde se fugó dos veces pero nunca logró alcanzar la meta antes que fueran alcanzados por el pelotón, en su primer gran tour terminó 102.º en la general.

## Palmarés
Aun no ha logrado victorias como profesional.

## Resultados en Grandes Vueltas
| Carrera | Carrera         | 2012  | 2013  | 2014 | 2015 | 2016 |
| ------- | --------------- | ----- | ----- | ---- | ---- | ---- |
|         | Giro de Italia  | 102.º | 135.º | —    | —    | —    |
|         | Tour de Francia | —     | —     | —    | —    | —    |
|         | Vuelta a España | —     | —     | —    | —    | —    |

—: no participa 
Ab.: abandono

## Equipos
- Rabobank Continental Team (2010)
- Lotto Belisol (2012-2013)
  - Lotto Belisol Team (2012)
  - Lotto Belisol (2013)
- Parkhotel Valkenburg CT (2014)[1]
- Team Giant-Shimano (2014)[2]
- Team Lotto NL-Jumbo[3] (2015)
- Team Vorarlberg (2016)